# Liste der denkmalgeschützten Objekte in Jelenia Góra
Grundlage dieser Liste der denkmalgeschützten Objekte in Jelenia Góra (Powiat Jelenia Góra) in der Woiwodschaft Niederschlesien sind die Listen des Narodowy Instytut Dziedzictwa (NID, deutsch Nationales Institut für Kulturerbe), siehe unter NID-Listen der Woiwodschaften unter "Wykaz zabytków nieruchomych wpisanych do rejestru zabytków" - Liste der unbeweglichen Denkmäler, eingetragen im Register der Denkmäler. 
Die folgenden Angaben ersetzen nicht die rechtsverbindliche Auskunft der Denkmalbehörde.

## Denkmalgeschützte Objekte in der StadtJelenia Góra(Hirschberg)
Die denkmalgeschützten Objekte werden entsprechend der polnischen Denkmalliste nach den Stadtteilen aufgelistet.

### Śródmieście (Innenstadt)
| Lage                                              | Objekt                                  | Beschreibung | NID-Nr.              | Bild                            |
| ------------------------------------------------- | --------------------------------------- | --- | -------------------- | ------------------------------- |
| Jelenia Góra (Standort)                           | Stadt Jelenia Góra (Hirschberg)         | Stadtbild Altstadt | A/1812/364           | Stadt Jelenia Góra (Hirschberg) |
| Jelenia Góra (Standort)                           | Südliche Vorstadt                       | Stadtbild südliche Vorstadt im Bereich der Straßen: Bankowa, Aleja Wojska Polskiego, 1 Maja, Wolności (19. Jh., 1930) | A/5836               | Südliche Vorstadt               |
| Jelenia Góra, ul. Kopernika 1 (Standort)          | Pfarrkirche St. Erasmus und Pankratius  | römisch-katholische Pfarrkirche St. Erasmus und Pankratius (2. Hälfte des 15. bis 19. Jh.) mit Mariensäule | A/1979/83            | weitere Bilder                  |
| Jelenia Góra, ul. 1-go Maja 45 (Standort)         | Gnadenkirche in Hirschberg              | ehem. evang. Gnadenkirche Hirschberg, jetzt röm.-kath. Kreuzerhöhungskirche (Garnisonkirche) (1709–1718, 19. Jh.), Sachgesamtheit, zusammen mit Nr. 591584 bis 591586 |                      | weitere Bilder                  |
| Jelenia Góra (Standort)                           | Gnadenkirche                            | ehem. evang. Gnadenkirche, jetzt röm-kath. Garnisonkirche (1709–1718, 19. Jh., 1925), gehört zu Nr. 591583 | A/1995/996           | weitere Bilder                  |
| Jelenia Góra, ul. 1 Maja 45 (Standort)            | Gemeindehaus                            | ehem. Kantorei, jetzt Gemeindehaus (1709–1712), gehört zu Nr. A/1995/996 | A/2149/1101/J        | weitere Bilder                  |
| Jelenia Góra, ul. 1 Maja 45 (Standort)            | Gnadenkirchhof in Jelenia Góra          | ehem. Gnadenfriedhof mit Grufthäusern, jetzt Parkanlage (1710), gehört zu Nr. A/1995/996 | A/1996/617           | weitere Bilder                  |
| Jelenia Góra, ul. 1 Maja / Klonowicza (Standort)  | orthodoxe Peter-Paul-Kirche             | orthodoxe Kirche der Hl. Apostel Petrus und Paulus, früher Marienkapelle (18. Jh.) | A/4954/715           | weitere Bilder                  |
| Jelenia Góra, ul. Konopnickiej (Standort)         | Annenkapelle                            | Kapelle St. Anna, früher Mauerkapelle (16. Jh. und Anfang des 18. Jhs.) | A/1981/1081          | weitere Bilder                  |
| Jelenia Góra, pl. Kościelny 1/2 (Standort)        | Pfarrhaus                               | Pfarrhaus (1565, 18. und 19. Jh.) | A/1980/1082          | Pfarrhaus                       |
| Jelenia Góra, ul. Kopernika 1 (Standort)          | Jesuitenkolleg in Jelenia Gora          | Jesuitenkolleg in Jelenia Gora, ehem. Klostergebäude (1709–1711) | A/2128/649/J         | weitere Bilder                  |
| Jelenia Góra, ul. Sudecka 44 (Standort)           | Friedhof in Jelenia Gora                | Kommunal-Friedhof in Jelenia Gora – Gesamtanlage mit - Kommunaler Friedhof (Anfang des 20. Jhs.) - Kapelle und Krematorium (1914) | A/5028/867/J         | weitere Bilder                  |
| Jelenia Góra (Standort)                           | Stadtbefestigung                        | Stadtbefestigung mit Bastionen | A/4953/614           | weitere Bilder                  |
| Jelenia Góra, ul. Nowowiejska 62 (Standort)       | Schloss Paulinum                        | Schloss Paulinum (2. Hälfte des 19. Jhs., 1912), Neorenaissance, Architekt: Karl Grosser (* 3. November 1850 in Schmiedeberg (Schlesien); † 10. Dezember 1918 in Breslau) – Gesamtanlage mit - Schloss Paulinum (2. Hälfte des 19. Jhs., 1912) - Park am Schloss Paulinum (1855–1857, 1927–1929) Der Schlosspark ist Mitglied des Gartenkulturpfades beiderseits der Neiße. Dies verbessert die Möglichkeiten der Pflege (Parkseminare) und die Aussichten auf Förderung sowie die touristische Erschließung. | 591595 581596 581597 | weitere Bilder                  |
| Jelenia Góra, pl. Ratuszowy (Standort)            | Hirschberger Rathaus                    | Rathaus Jelenia Góra (1744–1749), mit Verwaltungsgebäude | A/5042/624/J         | weitere Bilder                  |
| Jelenia Góra, pl. Ratuszowy (Standort)            | Verwaltungsgebäude                      | Verwaltungsgebäude, direkt am Rathaus (1744–1749), gehört zu Nr. A/5042/624/J |                      | weitere Bilder                  |
| Jelenia Góra, al. Wojska Polskiego 38 (Standort)  | Stadttheater                            | Stadttheater „Cyprian Kamil Norwid“ (1904) | A/5043/634/J         | weitere Bilder                  |
| Jelenia Góra, ul. Armii Krajowej 9 (Standort)     | Villa                                   | Haus (4. Viertel des 19. Jhs.) | 591602               | Villa                           |
| Jelenia Góra, ul. Bankowa 8 (Standort)            | Mietshaus                               | Mietshaus, jetzt Bank (1886, 1906, 1922) | 591603               | Mietshaus                       |
| Jelenia Góra, ul. Barlickiego (Standort)          | Füllner-Siedlung Bad Warmbrunn          | Füllner-Siedlung, erbaut 1899–1910 von Eugen Füllner (1853–1925), Besitzer der Warmbrunner Papiermaschinenfabrik, Sachgesamtheit, zusammen mit den nachfolgenden elf Objekten | ohne                 | weitere Bilder                  |
| Jelenia Góra, ul. Barlickiego 1 (Standort)        | Haus                                    | Haus in der Füllner-Siedlung (1899) |                      | Haus                            |
| Jelenia Góra, ul. Barlickiego 2 (Standort)        | Haus                                    | Haus in der Füllner-Siedlung (1899) |                      | Haus                            |
| Jelenia Góra, ul. Barlickiego 3 (Standort)        | Haus                                    | Haus in der Füllner-Siedlung (1899) |                      | Haus                            |
| Jelenia Góra, ul. Barlickiego 4 (Standort)        | Haus                                    | Haus in der Füllner-Siedlung (1899) |                      | Haus                            |
| Jelenia Góra, ul. Barlickiego 5 (Standort)        | Haus                                    | Haus in der Füllner-Siedlung (1899) |                      | Haus                            |
| Jelenia Góra, ul. Barlickiego 6 (Standort)        | Haus                                    | Haus in der Füllner-Siedlung (1899) |                      | Haus                            |
| Jelenia Góra, ul. Barlickiego 7 (Standort)        | Haus                                    | Haus in der Füllner-Siedlung (1899) |                      | Haus                            |
| Jelenia Góra, ul. Barlickiego 8 (Standort)        | Haus                                    | Haus in der Füllner-Siedlung (1899) |                      | Haus                            |
| Jelenia Góra, ul. Barlickiego 9 (Standort)        | Haus                                    | Haus in der Füllner-Siedlung (1910) |                      | Haus                            |
| Jelenia Góra, ul. Barlickiego 10 (Standort)       | Haus                                    | Haus in der Füllner-Siedlung (1910) |                      | Haus                            |
| Jelenia Góra, ul. Barlickiego 11 (Standort)       | Haus                                    | Haus in der Füllner-Siedlung (1910) |                      | Haus                            |
| Jelenia Góra, ul. Długa 4/5 (Standort)            | Haus                                    | Haus (1909) | A/4922/735/J         | Haus                            |
| Jelenia Góra, ul. Długa 6 (Standort)              | Haus                                    | Haus (18. / 19. Jh.) | A/4921/736/J         | Haus                            |
| Jelenia Góra, ul. Długa 7 (Standort)              | Haus                                    | Haus (18. und Anfang 20. Jh.) | A/4920/737/J         | Haus                            |
| Jelenia Góra, ul. Długa 8 (Standort)              | Haus                                    | Haus (18. Jh.) | A/4919/738/J         | Haus                            |
| Jelenia Góra, ul. Długa 11 (Standort)             | Haus                                    | Haus (1903) | A/4927/739/J         | Haus                            |
| Jelenia Góra, ul. Długa 13 (Standort)             | Haus                                    | Haus (Anfang 20. Jh.) | A/4918/740/J         | Haus                            |
| Jelenia Góra, ul. Długa 14 (Standort)             | Haus                                    | Haus (18. Jh.) | A/4917/741/J         | BW                              |
| Jelenia Góra, ul. Długa 18 (Standort)             | Haus                                    | Haus (18. und 19. Jh.) | A/4916/742/J         | Haus                            |
| Jelenia Góra, ul. Długa 19 (Standort)             | Haus                                    | Haus (18., 19. und 20. Jh.) | A/4915/743/J         | Haus                            |
| Jelenia Góra, ul. Długa 20 (Standort)             | Haus                                    | Haus (Anfang 19. Jh.) | A/4914/744/J         | Haus                            |
| Jelenia Góra, ul. Długa 21 (Standort)             | Haus                                    | Haus (18. Jh.) | A/4913/745/J         | Haus                            |
| Jelenia Góra, ul. Grabowskiego 7 (Standort)       | Villa                                   | Villa (Ende des 19. Jhs.) – Gesamtanlage mit - Villa (Ende 19. Jh.) - Garten (Ende 19. Jh.) | A/4970/1070/J        | Villa                           |
| Jelenia Góra, ul. Grodzka 1 (Standort)            | Haus                                    | Haus (18. Jh.) | A/4936/721/J         | Haus                            |
| Jelenia Góra, ul. Grodzka 2 (Standort)            | Haus                                    | Haus (18. Jh.) | A/4935/722/J         | Haus                            |
| Jelenia Góra, ul. Grodzka 3 (Standort)            | Haus                                    | Haus (Ende 19. Jh.) | A/4934/723/J         | Haus                            |
| Jelenia Góra, ul. Grodzka 4 (Standort)            | Haus                                    | Haus (2. Hälfte 18. Jh., 19. Jh.) | A/4933/724/J         | Haus                            |
| Jelenia Góra, ul. Grodzka 5 (Standort)            | Haus                                    | Haus (19. Jh.) | A/4932/725/J         | Haus                            |
| Jelenia Góra, ul. Grodzka 6 (Standort)            | Haus                                    | Haus (Anfang 19. Jh.) | A/4931/726/J         | Haus                            |
| Jelenia Góra, ul. Groszowa 6 (Standort)           | Haus                                    | Haus (Mitte 18. Jh.) | A/4997/1347/J        | Haus                            |
| Jelenia Góra, ul. Grottgera 1 (Standort)          | Haus                                    | Haus, jetzt Kindergarten (Ende 19. Jh.) | A/5036/921/J         | weitere Bilder                  |
| Jelenia Góra, ul. Grunwaldzka 31 (Standort)       | Haus                                    | Haus (2. Hälfte 18. Jh.) | A/5036/921/J         | Haus                            |
| Jelenia Góra, ul. Jasna 1 (Standort)              | Haus                                    | Haus (17. und 20. Jh.) | A/4930/727/J         | Haus                            |
| Jelenia Góra, ul. Jasna 2 (Standort)              | Haus                                    | Haus (17. Jh.) | A/4929/728/J         | Haus                            |
| Jelenia Góra, ul. Jasna 3 (Standort)              | Haus                                    | Haus (18. Jh.) | A/4901/1083          | Haus                            |
| Jelenia Góra, ul. Jasna 5 (Standort)              | Haus                                    | Haus (18. Jh.) | A/4928/730/J         | Haus                            |
| Jelenia Góra, ul. Jasna 7 (Standort)              | Haus                                    | Haus (18. Jh.) | A/4926/731/J         | Haus                            |
| Jelenia Góra, ul. Jasna 11 (Standort)             | Haus                                    | Haus (2. Hälfte des 19. Jhs.) | A/4925/732/J         | Haus                            |
| Jelenia Góra, ul. Jasna 14 (Standort)             | Haus                                    | Haus (18. Jh., 2. Hälfte 19. Jh.)) | A/4924/733/J         | Haus                            |
| Jelenia Góra, ul. Kasprowicza 15 (Standort)       | Haus                                    | Haus (Ende 18. Jh.) | A/4937/720/J         | Haus                            |
| Jelenia Góra, ul. Kasprowicza 56 (Standort)       | Haus                                    | Haus (Anfang 20. Jh.) | A/4979/1146/J        | weitere Bilder                  |
| Jelenia Góra, ul. Kilińskiego 3 (Standort)        | Villa                                   | Villa (1875, 1906) | A/5934               | BW                              |
| Jelenia Góra, ul. Kilińskiego 6 (Standort)        | Haus                                    | Haus mit Anbau, (Mauerwerk und Fachwerk) (1902) | A/5889               | BW                              |
| Jelenia Góra, ul. Kilińskiego 8 (Standort)        | Haus                                    | Haus (Anfang 20. Jh.) | A/5890               | BW                              |
| Jelenia Góra, ul. Kilińskiego 16 (Standort)       | Waisenhaus                              | ehem. Waisenhaus (18. / 19. Jh.) | A/5037/920/J         | Waisenhaus                      |
| Jelenia Góra, ul. Klonowicza 7 (Standort)         | Villa                                   | Villa (1882) | A/4995/1308/J        | Villa                           |
| Jelenia Góra, ul. Klonowicza 14 (Standort)        | Mietshaus                               | Mietshaus (1906) | A/4984/1243/J        | Mietshaus                       |
| Jelenia Góra, ul. Kochanowskiego 18 (Standort)    | Lyzeum                                  | Lyzeum „Stefan Żeromski“ – Schule (1913–1914) | A/4963/964/J         | Lyzeum                          |
| Jelenia Góra, ul. Konopnickiej 3 (Standort)       | Haus                                    | Haus (2. Hälfte 18. / 19. Jh.) | A/4974/1092/J        | Haus                            |
| Jelenia Góra, ul. Konopnickiej 6 (Standort)       | Haus                                    | Mietshaus (17. bis 19. Jh.) | A/4989/1282/J        | Haus                            |
| Jelenia Góra, ul. Konopnickiej 8 (Standort)       | Haus                                    | Mietshaus (17. bis 19. Jh., 1927) | A/4988/1283/J        | Haus                            |
| Jelenia Góra, ul. Konopnickiej 10 (Standort)      | Haus                                    | Mietshaus (18. / 19. Jh.) | A/4987/1284/J        | Haus                            |
| Jelenia Góra, ul. Konopnickiej 21 (Standort)      | Haus                                    | Haus (Anfang 20. Jh.) | A/4969/1052/J        | Haus                            |
| Jelenia Góra, ul. Krasickiego 6 (Standort)        | Villa                                   | Villa (1893) mit Garten | A/4992/1278/J7       | weitere Bilder                  |
| Jelenia Góra, ul. Krośnieńska 15 (Standort)       | Haus                                    | Haus (19. und 20. Jh.) | A/5030/879/J         | BW                              |
| Jelenia Góra, ul. Krótka 3 (Standort)             | Theater                                 | Theater, jetzt Kino „Grand“ (Ende 19. Jh.) | A/5020/753/J         | Theater                         |
| Jelenia Góra, ul. Krótka 4 (Standort)             | Haus                                    | Haus (1. Hälfte des 19. Jhs.) | A/5019/754/J         | BW                              |
| Jelenia Góra, ul. Krótka 5 (Standort)             | Haus                                    | Haus (1. Hälfte 18. Jh.) | A/5018/755/J         | BW                              |
| Jelenia Góra, ul. Krótka 6 (Standort)             | Haus                                    | Haus (18. und 19. Jh.) | A/5015/758/J         | BW                              |
| Jelenia Góra, ul. Krótka 12 (Standort)            | Haus                                    | Haus (3. Viertel 19. Jh.) | A/4999/778/J         | BW                              |
| Jelenia Góra, ul. Krótka 22 (Standort)            | Haus                                    | Haus (18. Jh., 2. Hälfte 19. Jh.) | A/5017/756/J         | BW                              |
| Jelenia Góra, ul. Krótka 23/24 (Standort)         | Haus                                    | Haus (Anfang 19. Jh.) | A/5016/757/J         | BW                              |
| Jelenia Góra, ul. Kruszwicka 3 (Standort)         | Villa Marienfels                        | Villa Marienfels (4. Viertel 19. Jh.) mit Garten | A/5040/933/J         | weitere Bilder                  |
| Jelenia Góra, al. Jana Pawła II 18 (Standort)     | Villa                                   | Villa (1902) – Gesamtanlage mit - Villa - Nebengebäude - Voliere - Lagerkeller | A/5025/814/J         | weitere Bilder                  |
| Jelenia Góra, ul. Piłsudskiego 5 (Standort)       | Haus                                    | Haus (18. Jh.) | A/5600/1207/J        | Haus                            |
| Jelenia Góra, ul. 1 Maja 1–88 (Standort)          | Mietshäuser                             | Reihe von Mietshäusern (18. Jh.) | 591665               | weitere Bilder                  |
| Jelenia Góra, ul. 1 Maja 3 (Standort)             | Haus                                    | Haus (18. bis 20. Jh.) | A/4968/1053/J        | weitere Bilder                  |
| Jelenia Góra, ul. 1 Maja 5 (Standort)             | Haus                                    | Haus (1736, Anfang 20. Jh.) | A/4973/1080/J        | weitere Bilder                  |
| Jelenia Góra, ul. 1 Maja 8 (Standort)             | Haus                                    | Haus (18. Jh., 1886) | 43/A/00              | Haus                            |
| Jelenia Góra, ul. 1 Maja 10 (Standort)            | Haus                                    | Haus (18. Jh., 2. Hälfte 19. Jh.) | 29/A/01              | Haus                            |
| Jelenia Góra, ul. 1 Maja 23 (Standort)            | Mietshaus                               | Mietshaus, (Anfang 18. Jh., 1927) | 83/A/02              | weitere Bilder                  |
| Jelenia Góra, ul. 1 Maja 25 (Standort)            | Haus                                    | Haus (18. bis 20. Jh.) | A/4985/1254/J        | weitere Bilder                  |
| Jelenia Góra, ul. 1 Maja 26 (Standort)            | Haus                                    | Haus (2. Hälfte 18. Jh., 1870, um 1900) | 477/A/05             | weitere Bilder                  |
| Jelenia Góra, ul. 1 Maja 27 (Standort)            | Warenhaus                               | Warenhaus (1904–1905) | 78/A02               | weitere Bilder                  |
| Jelenia Góra, ul. 1 Maja 28 (Standort)            | Wohn- und Gewerbehaus (ehem. Hauptpost) | Gebäude der ehem. Hauptpost, Wohn- und Gewerbehaus (2. Hälfte des 18. Jhs., 1873–1877, 1914) | 476/A/05             | weitere Bilder                  |
| Jelenia Góra, ul. 1 Maja 40 (Standort)            | Mietshaus                               | Mietshaus (2. Hälfte des 18. Jhs., 1866) | 232/A/03             | weitere Bilder                  |
| Jelenia Góra, ul. 1 Maja 39–41 (Standort)         | Handelsschule                           | Handelsschule, ehem. evangelische Schule (18. Jh.) | 591676               | weitere Bilder                  |
| Jelenia Góra, ul. 1 Maja 54 (Standort)            | Mietshaus                               | Mietshaus (18. Jh., 1899) | 61/A/01              | weitere Bilder                  |
| Jelenia Góra, ul. 1 Maja 60 (Standort)            | Gasthaus                                | Gasthaus (2. Hälfte des 18. Jhs., 20. Jh.) | A/5034/923/J         | weitere Bilder                  |
| Jelenia Góra, ul. 1 Maja 84 (Standort)            | Haus                                    | Haus (Ende 19. Jh.) | A/5035/922/J         | weitere Bilder                  |
| Jelenia Góra, ul. 1 Maja 88 (Standort)            | Tourist-Hotel                           | Tourist-Hotel PTTK (1909) | A/4978/1143/J        | weitere Bilder                  |
| Jelenia Góra, ul. Matejki 16 ()                   | Mietshaus                               | Mietshaus (1905) | A/5899               |                                 |
| Jelenia Góra, ul. Matejki 28 (Standort)           | Riesengebirgsmuseum                     | Riesengebirgsmuseum Hirschberg, Architekt: Karl Grosser (1850–1918) | A/4994/1292/J        | weitere Bilder                  |
| Jelenia Góra, ul. Miarki 11 (Standort)            | Haus                                    | Haus (4. Viertel des 19. Jhs.) | A/4962/976/J         | BW                              |
| Jelenia Góra, ul. Mickiewicza 12 (Standort)       | Villa                                   | Villa (1902) – Gesamtanlage mit - Villa (37/A00/1) - Nebengebäude (/37/A00/2) - Umzäunung (37/A00/3) - Garten (37/A00/4) | 37/A00/1-4           | weitere Bilder                  |
| Jelenia Góra, ul. Mickiewicza 19 (Standort)       | Villa                                   | Villa (1896) – Gesamtanlage mit - Villa - Garten | A/4991/1279/J        | weitere Bilder                  |
| Jelenia Góra, ul. Nadbrzeżna 22a (Standort)       | Jagdhaus, jetzt Mietshaus               | Jagdhaus, jetzt Mietshaus (2. Hälfte 18. Jh., Ende 19. Jh.) | A/5023/804/J         | weitere Bilder                  |
| Jelenia Góra, ul. Nowowiejska 77 (Standort)       | Villa                                   | Villa (1905) | A/4993/1286/J        | weitere Bilder                  |
| Jelenia Góra, ul. Obrońców Pokoju 3 ()            | Haus                                    | Haus (2. Hälfte 18. Jh.) (nicht mehr vorhanden) | 779/J                |                                 |
| Jelenia Góra, ul. Obrońców Pokoju 15 (Standort)   | Haus                                    | Haus (Ende 19. Jh.) | A/4998/780/J         | weitere Bilder                  |
| Jelenia Góra, ul. Pocztowa 6–7 (Standort)         | Haus                                    | Haus (Anfang 20. Jh.) | A/4964/981/J         | BW                              |
| Jelenia Góra, ul. Podwale 27 (Standort)           | Haus                                    | Haus (Mitte 18. Jh.) | A/5045/956/J         | weitere Bilder                  |
| Jelenia Góra, pl. Ratuszowy 1 (Standort)          | Haus                                    | Haus (16., 18. und 20. Jh.) | A/4958/998           | weitere Bilder                  |
| Jelenia Góra, pl. Ratuszowy 2 (Standort)          | Haus                                    | Haus (16., 18. und 20. Jh.) | A/4957/999           | weitere Bilder                  |
| Jelenia Góra, pl. Ratuszowy 3 (Standort)          | Haus                                    | Haus (16., 18. und 20. Jh.) | A/4956/1000          | weitere Bilder                  |
| Jelenia Góra, pl. Ratuszowy 10 (Standort)         | Haus                                    | Haus (1. Hälfte 18. und 20. Jh.) | A/4900/1085          | BW                              |
| Jelenia Góra, pl. Ratuszowy 11 (Standort)         | Haus                                    | Haus (18. und 20. Jh.) | A/4899/1086          | weitere Bilder                  |
| Jelenia Góra, pl. Ratuszowy 16 (Standort)         | Haus                                    | Haus (18. und 20. Jh.) | A/4898/1087          | Haus                            |
| Jelenia Góra, pl. Ratuszowy 19 (Standort)         | Haus                                    | Haus (18. und 20. Jh.) | A/4897/1088          | BW                              |
| Jelenia Góra, pl. Ratuszowy 20 (Standort)         | Haus                                    | Haus (17., 18. und 19. Jh.) | A/4896/1089          | BW                              |
| Jelenia Góra, pl. Ratuszowy 21 (Standort)         | Haus                                    | Haus (1678, 1964) | A/4895/1090          | BW                              |
| Jelenia Góra, pl. Ratuszowy 22 (Standort)         | Haus                                    | Haus (Ende 17. Jh., 1964) | A/4894/1091          | weitere Bilder                  |
| Jelenia Góra, pl. Ratuszowy 26 (Standort)         | Haus                                    | Haus (17., 18. und 20. Jh.) | A/4995/1001          | weitere Bilder                  |
| Jelenia Góra, pl. Ratuszowy 27 (Standort)         | Haus                                    | Haus (Ende 18. Jh., 20. Jh.) | A/4893/1092          | weitere Bilder                  |
| Jelenia Góra, pl. Ratuszowy 29 (Standort)         | Haus                                    | Haus | A/4892/1093          | weitere Bilder                  |
| Jelenia Góra, pl. Ratuszowy 31 (Standort)         | Haus                                    | Haus (Ende 18. Jh., 1964) | A/891/1095           | Haus                            |
| Jelenia Góra, pl. Ratuszowy 32 (Standort)         | Haus                                    | Haus (Ende 17. Jh., 1960) | A/4890/1096          | Haus                            |
| Jelenia Góra, pl. Ratuszowy 32a (Standort)        | Haus                                    | Haus | A/4889/1097          | weitere Bilder                  |
| Jelenia Góra, pl. Ratuszowy 48 (Standort)         | Arkadenhaus                             | Arkadenhaus (17. Jh.) | A/4888/1103          | BW                              |
| Jelenia Góra, pl. Ratuszowy 50 (Standort)         | Mietshaus                               | Mietshaus (2. Hälfte 18. Jh., 1887, 1922 | 480/A/05             | BW                              |
| Jelenia Góra, pl. Ratuszowy 51 (Standort)         | Haus                                    | Haus (1730, 1964) | A/4887/1104          | weitere Bilder                  |
| Jelenia Góra, pl. Ratuszowy 52 (Standort)         | Mietshaus                               | Mietshaus (2. Hälfte 18. Jh., 1910) | 94/A/02              | weitere Bilder                  |
| Jelenia Góra, pl. Ratuszowy 55 (Standort)         | Haus                                    | Haus (18. und 20. Jh.) | A/4886/1105          | Haus                            |
| Jelenia Góra, ul. Sobieskiego 2 (Standort)        | Mietshaus                               | Mietshaus (18. und 19. Jh.) | A/4911/748/J         | weitere Bilder                  |
| Jelenia Góra, ul. Sobieskiego 4 (Standort)        | Haus                                    | Haus (1. Viertel 19. Jh.) | A/5014/760/J         | Haus                            |
| Jelenia Góra, ul. Sobieskiego 6 (Standort)        | Haus                                    | Haus (2. Viertel 19. Jh.) | A/5011/764/J         | Haus                            |
| Jelenia Góra, ul. Sobieskiego 8 (Standort)        | Haus                                    | Haus | A/5013/761/J         | Haus                            |
| Jelenia Góra, ul. Sobieskiego 10 (Standort)       | Haus                                    | Haus (4. Viertel 19. Jh.) | A/5010/765/J         | Haus                            |
| Jelenia Góra, ul. Sobieskiego 12 (Standort)       | Haus                                    | Haus (1. Viertel 19. Jh.) | A/5009/766/J         | Haus                            |
| Jelenia Góra, ul. Sobieskiego 14 (Standort)       | Haus                                    | Haus (18. Jh.) | A/5012/762/J         | Haus                            |
| Jelenia Góra, ul. Sobieskiego 16 (Standort)       | Haus                                    | Haus (18. Jh.) | A/5008/767/J         | Haus                            |
| Jelenia Góra, ul. Sobieskiego 18 (Standort)       | Haus                                    | Haus (2. Viertel 19. Jh.) | A/5007/768/J         | Haus                            |
| Jelenia Góra, ul. Sobieskiego 20/22 (Standort)    | Haus                                    | Haus (1. Viertel 19. Jh.) | A/5006/769/J         | Haus                            |
| Jelenia Góra, ul. Sobieskiego 24 (Standort)       | Haus                                    | Haus (18. Jh., Ende 19. Jh.) | A/5005/770/J         | Haus                            |
| Jelenia Góra, ul. Sobieskiego 25 (Standort)       | Mietshaus                               | Mietshaus (Weinhaus) (2. Hälfte 18, Jh., 1913) | 92/A02               | Mietshaus                       |
| Jelenia Góra, ul. Sobieskiego 26 (Standort)       | Haus                                    | Haus (17. und 18. Jh.) | A/5004/771/J         | Haus                            |
| Jelenia Góra, ul. Sobieskiego 28 (Standort)       | Haus                                    | Haus | A/5003/772/J         | Haus                            |
| Jelenia Góra, ul. Sobieskiego 30 (Standort)       | Haus                                    | Haus (18. und 19. Jh.) | A/5002/773/J         | Haus                            |
| Jelenia Góra, ul. Sobieskiego 32 (Standort)       | Haus                                    | Haus (4. Viertel 19. Jh.) | A/5001/774/J         | Haus                            |
| Jelenia Góra, ul. Spółdzielcza 6 (Standort)       | Armenhaus                               | ehem. Armenhaus, jetzt Wohnhaus (17. Jh., 1706) | A/5032/873/J         | weitere Bilder                  |
| Jelenia Góra, ul. Sudecka 24 (Standort)           | Haus                                    | Haus (2. Hälfte 18. und 2. Hälfte 19. Jh.) | A/5038/915/J         | weitere Bilder                  |
| Jelenia Góra, ul. Sudecka 26 (Standort)           | Geschäftshaus                           | Geschäftshaus (2. Hälfte 19. Jh. und 20. Jh.) | A/5038/915/J         | weitere Bilder                  |
| Jelenia Góra, ul. Szkolna 2 ()                    | Haus                                    | Haus (nicht mehr vorhanden) | 1084                 |                                 |
| Jelenia Góra, ul. Szkolna 6 (Standort)            | Haus                                    | Haus (18. Jh., Mitte 19. Jh.) | A/4910/749/J         | BW                              |
| Jelenia Góra, ul. Szkolna 7 (Standort)            | Haus                                    | Haus (18. Jh.) | A/4938/750/J         | BW                              |
| Jelenia Góra, ul. Szkolna 8 (Standort)            | Haus                                    | Haus (2. Hälfte 18. Jh., 1929) | A/5022/751/J         | Haus                            |
| Jelenia Góra, ul. Szkolna 9 (Standort)            | Haus                                    | Haus (18. und 19. Jh.) | A/5021/752/J         | BW                              |
| Jelenia Góra, ul. Wojska Polskiego 1 (Standort)   | Haus                                    | Haus (4. Viertel des 19. Jhs.) | A/4972/1075/J        | weitere Bilder                  |
| Jelenia Góra, ul. Wojska Polskiego 9 (Standort)   | Haus                                    | Haus (Anfang 20. Jh.) | A/4975/1097/J        | weitere Bilder                  |
| Jelenia Góra, ul. Wojska Polskiego 48 (Standort)  | Haus                                    | Haus (1905) | A/5048/1294/J        | weitere Bilder                  |
| Jelenia Góra, ul. Wojska Polskiego 56 (Standort)  | Haus                                    | Haus (Anfang 20. Jh.) | A/4965/1014/J        | Haus                            |
| Jelenia Góra, ul. Wolności 2 (Standort)           | Haus                                    | Haus (18. und 19. Jh.) | A/5031/874/J         | Haus                            |
| Jelenia Góra, ul. Wolności 7 (Standort)           | Haus                                    | Haus (1678) | A/4980/1151/J        | Haus                            |
| Jelenia Góra, ul. Wolności 29 (Standort)          | Haus                                    | Haus (4. Viertel des 19. Jhs.) | A/4977/1094/J        | Haus                            |
| Jelenia Góra, ul. Wolności 38 (Standort)          | Villa                                   | Villa (4. Viertel des 19. Jhs.) | A/5047/883/J         | weitere Bilder                  |
| Jelenia Góra, ul. Wolności 71 (Standort)          | Villa                                   | Villa (um 1920) | A/4983/1182/J        | Villa                           |
| Jelenia Góra, ul. Wolności 131 (Standort)         | Villa                                   | Villa (Anfang 20. Jh.) | A/4908/700/J         | Villa                           |
| Jelenia Góra, ul. Wzgórze Kościuszki 2 (Standort) | Haus                                    | Haus (um 1800) | A/4923/734/J         | BW                              |
| Jelenia Góra, ul. Zamenhofa 1-5 (Standort)        | Mietshäuser                             | Mietshäuser (1908–1910) | A/5044/657/J         | weitere Bilder                  |
| Jelenia Góra, ul. Zaułek 18 (Standort)            | Haus                                    | Haus (1703) | A/5046/1058/J        | weitere Bilder                  |

### Cieplice Śląskie-Zdrój(Bad Warmbrunn)
| Lage                                                | Objekt                                 | Beschreibung | NID-Nr.       | Bild                                   |
| --------------------------------------------------- | -------------------------------------- | --- | ------------- | -------------------------------------- |
| Jelenia Góra-Cieplice Śląskie-Zdrój (Standort)      | Zentrum der Altstadt von Bad Warmbrunn | historisches Zentrum der Altstadt Cieplice Śląskie-Zdrój (17. bis 19. Jh.)                                                                                             | A/1813/509    | Zentrum der Altstadt von Bad Warmbrunn |
| Jelenia Góra, pl. Piastowski (Standort)             | Pfarrkirche St. Johannes der Täufer    | römisch-katholische Pfarrkirche St. Johannes der Täufer (1712, Ende des 18. Jhs., Anfang des 20. Jhs.), Sachgesamtheit mit Glockenturm (A/2034/1135)                   | A/2033/840    | Pfarrkirche St. Johannes der Täufer    |
| Jelenia Góra, pl. Piastowski (Standort)             | Glockenturm                            | Glockenturm (1709–1711, 20. Jh.), gehört zu A/2033/840 | A/2034/1135   | weitere Bilder                         |
| Jelenia Góra, pl. Piastowski (Standort)             | Erlöserkirche                          | evangelische Erlöserkirche (1774–1779), Sachgesamtheit, zusammen mit Pfarrhaus (A/2032/1398)                                                                           | A/2031/1136   | Erlöserkirche                          |
| Jelenia Góra, pl. Piastowski (Standort)             | Pfarrhaus                              | Pfarrhaus (1774–1779), gehört zu A/2031/1136 | A/2032/1398   | weitere Bilder                         |
| Jelenia Góra, pl. Piastowski 20 (Standort)          | Hotel                                  | ehem. Hotel „Preußischer Hof“, jetzt Wohn- und Geschäftshaus | A/5039/913/J  | weitere Bilder                         |
| Jelenia Góra, pl. Piastowski 24 (Standort)          | Hotel                                  | ehem. Hotel „Stadt Paris“ (1870, Anfang 20. Jh.) | A/1036        | weitere Bilder                         |
| Jelenia Góra, pl. Piastowski 25/27 (Standort)       | Palais Schaffgotsch                    | Gesamtanlage Palais Schaffgotsch (18. Jh.), Sachgesamtheit mit Palais, Nebengebäude und Park                                                                           |               | Palais Schaffgotsch                    |
| Jelenia Góra, pl. Piastowski 25/27 (Standort)       | Palais Schaffgotsch in Bad Warmbrunn   | Palais Schaffgotsch in Cieplice-Zdrój (1784–1788) | A/4950/229    | weitere Bilder                         |
| Jelenia Góra, pl. Piastowski 25 (Standort)          | Nebengebäude                           | Nebengebäude (1800), gehört zur Gesamtanlage Palais Schaffgotsch | A/4967/1049/J | weitere Bilder                         |
| Jelenia Góra, pl. Piastowski 25 ()                  | Park                                   | Park, gehört zur Gesamtanlage Palais Schaffgotsch | A/4951/230    |                                        |
| Jelenia Góra, pl. Piastowski 28 (Standort)          | Hotel „Śnieżka“                        | ehem. Hotel „Śnieżka“ (Caspar), jetzt Brauerei Graf (1750, 20. Jh.) | A/4952/521    | weitere Bilder                         |
| Jelenia Góra, ul. Cieplicka 9/11 (Standort)         | Kloster                                | ehem. Zisterzienserkloster, jetzt Piaristenkloster (1550, 1671, 19./20. Jh.)                                                                                           | A/4942/1397   | weitere Bilder                         |
| Jelenia Góra, ul. Cieplicka 34 A (Standort)         | Kunstgewerbeschule                     | Gesamtanlage der Kunstgewerbeschule (19. und 20. Jh.), Sachgesamtheit mit Villa                                                                                        | A/4990/1281/J | Kunstgewerbeschule                     |
| Jelenia Góra, ul. Cieplicka 34 B (Standort)         | Villa                                  | Villa (3. Viertel 19. Jh.), gehört zu A/4990/1281/J | ohne          | Villa                                  |
| Jelenia Góra (Standort)                             | Bäderpavillon                          | Bäderpavillon im Park, jetzt Café (Ende 18. Jh.) | A/4960/1005   | weitere Bilder                         |
| Jelenia Góra (Standort)                             | Bädertheater in Bad Warmbrunn          | Bädertheater in Bad Warmbrunn im Park (1833) | A/4941/1399   | weitere Bilder                         |
| Jelenia Góra (Standort)                             | Norwegischer Park in Bad Warmbrunn     | Norwegischer Park in Bad Warmbrunn, ehem. Füllner-Park (1908) | A/5041/599/J  | weitere Bilder                         |
| Jelenia Góra, ul. Ściegiennego (Standort)           | Pumpenhaus                             | Pumpenhaus Marysieńka (18. Jh., 1814) | A/4940/1400   | Pumpenhaus                             |
| Jelenia Góra, ul. Ściegiennego (Standort)           | Behandlungsgebäude                     | ehem. Behandlungsgebäude, jetzt Mineralwasserabfüllung (2. Hälfte 18. Jh., 19. Jh.)                                                                                    | A/4939/1401   | Behandlungsgebäude                     |
| Jelenia Góra, ul. Ściegiennego 5/7 (Standort)       | Bäderverwaltung                        | ehem. Behandlungsgebäude, jetzt Bäderverwaltung der Kurstadt Bad Warmbrunn (1689–1693)                                                                                 | A/4902/1137   | Bäderverwaltung                        |
| Jelenia Góra, ul. Hirszfelda 15 / PCK 12 (Standort) | Pension                                | Pension (1890–1900) – Gesamtanlage mit - Pension (1890–1900) - Nebengebäude (1890–1900) - Park (1890–1900)                                                             | A/2181/2010   | Pension                                |
| Jelenia Góra, ul. Jagiellońska 2 (Standort)         | Ziethen-Palais                         | Ziethen-Palais (auch Palais Römisch) (1734, Anfang 19. Jh.) | A/4903/1138   | weitere Bilder                         |
| Jelenia Góra, ul. Juszczaka 5 (Standort)            | Villa                                  | Villa (Anfang 20. Jh.) | A/5000/775/J  | BW                                     |
| Jelenia Góra, ul. Leśnicza 3 (Standort)             | Haus                                   | Haus (Ende 18. Jh.) | A/4947/518/J  | BW                                     |
| Jelenia Góra, ul. Mieszka I 11 (Standort)           | ehem. Mühle, jetzt Mietshaus           | ehem. Mühle, jetzt Mietshaus (1783) | A/4944/514/J  | weitere Bilder                         |
| Jelenia Góra, ul. Wolności 213 (Standort)           | Mariahilfkirche                        | Mariahilfkirche (Ende 19. Jh.) | A/2136/1133/J | Mariahilfkirche                        |
| Jelenia Góra, ul. Wolności 268 (Standort)           | Norwegischer Pavillon in Bad Warmbrunn | Norwegischer Pavillon in Bad Warmbrunn im Park1906 – Architekt: Einar Smith (1863–1930)                                                                                | A/4966/1050/J | weitere Bilder                         |
| Jelenia Góra, ul. Park Zdrojowy 4 (Standort)        | Badehaus „Edward“                      | Badehaus „Edward“ (Kurhaus, Wandelhalle) (Mitte 19. Jh.) | A/4981/1163/J | weitere Bilder                         |
| Jelenia Góra, Park Zdrojowy (Standort)              | Bäderpark                              | Bäderpark in Bad Warmbrunn |               | weitere Bilder                         |
| Jelenia Góra, ul. Zjednoczenia Narodowego 13 ()     | Annenkapelle                           | Kapelle St. Anna (1855) | A/5954        | Annenkapelle                           |
| Jelenia Góra, ul. Podgórzyńska 6 (Standort)         | ehem. Pension                          | ehem. Pension, jetzt Kinderheim – Gesamtanlage mit - ehem. Pension, jetzt Kinderheim „Dąbrówka“ (1890, 1910) - Park (19. und 20. Jh.) - Wohn- und Geschäftshaus (1910) | A/1008        | ehem. Pension                          |
| Jelenia Góra-Czarne, ul. Strumykowa 2 (Standort)    | Renaissance-Schloss Schwarzbach        | Renaissance-Schloss, jetzt ökologisches Zentrum (1559, 17. und 19. Jh.)                                                                                                | A/4904/1139   | weitere Bilder                         |

### Jagniątków(Agnetendorf)
| Lage                                                    | Objekt                      | Beschreibung                                                                        | NID-Nr.      | Bild                        |
| ------------------------------------------------------- | --------------------------- | ----------------------------------------------------------------------------------- | ------------ | --------------------------- |
| Jelenia Góra-Jagniątków, ul. Michałowicka 32 (Standort) | Hauptmann-Villa             | Villa von Gerhart Hauptmann, jetzt Museum (1900), Sachgesamtheit, zusammen mit Park | A/5049/857/J | weitere Bilder              |
| Jelenia Góra, ul. Michałowicka 32 (Standort)            | Park an der Hauptmann-Villa | Park an der Hauptmann-Villa (1900), gehört zu A/5049/857/J                          |              | Park an der Hauptmann-Villa |
| Jelenia Góra, ul. Myśliwska 10 (Standort)               | Haus                        | Haus (2. Viertel 19. Jh.)                                                           | A/5648/812/J | BW                          |

### Maciejowa(Maiwaldau)
| Lage                                                 | Objekt                   | Beschreibung | NID-Nr.      | Bild           |
| ---------------------------------------------------- | ------------------------ | --- | ------------ | -------------- |
| Jelenia Góra-Maciejowa, ul. Wrocławska 75 (Standort) | Peter-Paul-Kirche        | römisch-katholische Pfarrkirche der hl. Apostel Petrus und Paulus (15. und 17. Jh.)                                                         | A/2082/1411  | weitere Bilder |
| Jelenia Góra, ul. Wrocławska (Standort)              | ehem. evang. Kirche      | ehem. evangelische Kirche (18. Jh.) (nicht mehr vorhanden)                                                                                  | 1412         | BW             |
| Jelenia Góra, ul. Wrocławska 74 (Standort)           | Gasthaus                 | Gasthaus (2. Hälfte 17. Jh., 19. Jh.) | A/4945/523/J | BW             |
| Jelenia Góra (Standort)                              | Schlosspark in Maiwaldau | Schlosspark Maciejowa (18. Jh., 1873), Sachgesamtheit, zusammen mit Becker-Mausoleum und Aussichtsturm. Das Schloss wurde 1965 abgebrochen. | A/4948/539/J | BW             |
| Jelenia Góra (Standort)                              | Mausoleum                | Becker-Mausoleum im Schlosspark, gehört zu A/4948/539/J.                                                                                    |              | weitere Bilder |
| Jelenia Góra (Standort)                              | Aussichtsturm            | Aussichtsturm im Schlosspark (1874) |              | weitere Bilder |
| Jelenia Góra, ul. Wrocławska 69 (Standort)           | Mühle                    | Mühle (1880–1900) | A/5027/871/J | weitere Bilder |

### Sobieszów(Hermsdorf unterm Kynast)
| Lage                                                      | Objekt                           | Beschreibung | NID-Nr.       | Bild               |
| --------------------------------------------------------- | -------------------------------- | --- | ------------- | ------------------ |
| Jelenia Góra-Sobieszów (Standort)                         | Stadt Hermsdorf unterm Kynast    | Stadtbild der Stadt Sobieszów (19. Jh.) | A/1811/610/J  | BW                 |
| Jelenia Góra, ul. Przerwy-Tetmajera (Standort)            | Martinskirche in Sobieszów       | römisch-katholische Pfarrkirche St. Martin (18. Jh.), Sachgesamtheit, zusammen mit Glockenturm | A/2095/1421   | weitere Bilder     |
| Jelenia Góra (Standort)                                   | Glockenturm                      | Glockenturm (18. Jh.), gehört zu A/2095/1421 |               | Glockenturm        |
| Jelenia Góra, ul. Cieplicka 219 (Standort)                | Herz-Jesu-Kirche in Sobieszów    | ehem. evangelische Kirche, jetzt römisch-katholische Herz-Jesu-Kirche (1844–1845) | A/2126/655/J  | weitere Bilder     |
| Jelenia Góra (Standort)                                   | Burgruine Kynast                 | Burg Chojnik (15. / 16. Jh.) | A/4949/85     | weitere Bilder     |
| Jelenia Góra, ul. Cieplicka 56 (Standort)                 | Villa                            | Villa (2. Hälfte 19. Jh.) – Gesamtanlage mit Garten (2. Hälfte 19. Jh.; Nr. 21/A/00) | A/4912/746/J  | weitere Bilder     |
| Jelenia Góra, ul. Cieplicka 56 (Standort)                 | Garten                           | Garten der Villa | 21/A/00       | Garten             |
| Jelenia Góra, ul. Cieplicka 160 (Standort)                | Haus                             | Haus (18., 19. Jh.) | A/4996/1332/J | weitere Bilder     |
| Jelenia Góra, ul. Cieplicka 168 (Standort)                | Villa                            | Villa (Ende 19. Jh.) | A/4986/1257/J | weitere Bilder     |
| Jelenia Góra, ul. Cieplicka 194 (Standort)                | Wohn- und Geschäftshaus          | Wohn- und Geschäftshaus, jetzt Café mit Konditorei (2. Hälfte 19. Jh.) | A/4976/1095/J | weitere Bilder     |
| Jelenia Góra, ul. Cieplicka 215 (Standort)                | Haus                             | Haus (1749) | A/5026/852/J  | weitere Bilder     |
| Jelenia Góra, ul. Cieplicka 219 (Standort)                | Pfarrhaus                        | Pfarrhaus (1751) | A/2127/1348/J | weitere Bilder     |
| Jelenia Góra, ul. Bronka Czecha 11 (Standort)             | Haus                             | Haus (um 1920) | A/4982/1169/J | weitere Bilder     |
| Jelenia Góra, ul. Karkonoska 4 / Cieplicka 196 (Standort) | Palais Schaffgotsch in Sobieszów | Palais Schaffgotsch in Sobieszów, jetzt Schule (1. Hälfte 18. Jh., 19. Jh.), Sachgesamtheit, zusammen mit Nebengebäude, Wohn- und Wirtschaftsgebäude, Scheunen, Getreidespeicher (zum Teil nicht mehr existent) | A/5033/900/J  | weitere Bilder     |
| Jelenia Góra, ul. Karkonoska 4 / Cieplicka 196 (Standort) | Palais Schaffgotsch in Sobieszów | Palais Schaffgotsch in Sobieszów, früher Schaffgotsch-Güterverwaltung, jetzt Schule (1. Hälfte 18. Jh., 19. Jh.), gehört zur Gesamtanlage Palais Schaffgotsch (A/5033/900/J)                                    |               | weitere Bilder     |
| Jelenia Góra, ul. Karkonoska 4 (Standort)                 | Nebengebäude                     | Nebengebäude (1. Hälfte 18. Jh., 19. Jh.), gehört zur Gesamtanlage Palais Schaffgotsch (A/5033/900/J) |               | Nebengebäude       |
| Jelenia Góra, ul. Karkonoska 4 (Standort)                 | Wirtschaftsgebäude               | Wirtschaftsgebäude (großer Stall und Kutscherhaus) (17. und 18. Jh.), gehört zur Gesamtanlage Palais Schaffgotsch (A/5033/900/J), nicht mehr vorhanden                                                          |               | Wirtschaftsgebäude |
| Jelenia Góra, ul. Karkonoska 4 (Standort)                 | Kuhstall                         | Kuhstall (1. Hälfte 18. Jh., 19. Jh.), gehört zur Gesamtanlage Palais Schaffgotsch (A/5033/900/J) |               | Kuhstall           |
| Jelenia Góra, ul. Karkonoska 4 (Standort)                 | Speicher                         | Speicher (2. Hälfte 19. Jh.), gehört zur Gesamtanlage Palais Schaffgotsch (A/5033/900/J) |               | Speicher           |
| Jelenia Góra, ul. Karkonoska 4 (Standort)                 | Scheune                          | Scheune (2. Hälfte 19. Jh.), gehört zur Gesamtanlage Palais Schaffgotsch (A/5033/900/J), nicht mehr vorhanden                                                                                                   |               | Scheune            |

### Strupice(Straupitz)
| Lage                                               | Objekt                        | Beschreibung                                             | NID-Nr.     | Bild           |
| -------------------------------------------------- | ----------------------------- | -------------------------------------------------------- | ----------- | -------------- |
| Jelenia Góra-Strupice, ul. Moniuszki 13 (Standort) | Georgenkirche im OT Straupitz | römisch-katholische Filialkirche St. Georg (15.–18. Jh.) | A/2083/1425 | weitere Bilder |